# Utrka konobara Dalmatinske zagore
Utrka konobara Zagore prvi put je održana 2002. godine u Imotskom. Održava se svake druge nedjelje u mjesecu kolovozu. Osim samog natjecanja konobara u brzini i vještini, u sklopu ove manifestacije održava se i "maraton beba"  kao i mnoga druga ulična natjecanja.